# 下町火箭
《下町火箭》（日语：／ shitamachi roketto */?）是日本作家池井戶潤創作的經濟題材小說，2008年4月至2009年5月於小學館發行的《週刊Post》連載，2010年11月24日出版單行本，2013年12月21日發行文庫本。2011年獲得第145回（2011年上半期）直木獎，並成為第24回山本周五郎獎候補作品。2015年10月起，於《朝日新聞》連載續篇。
2011年8月，由WOWOW電視台翻拍為電視連續劇，三上博史主演；2015年10月，TBS電視台亦翻拍為連續劇，並由阿部寬主演。

## 小說概要
此作描寫日本中小企業與大型企業間的戰鬥。主角佃航平原是一位火箭開發研究者，在火箭升空以失敗告終之後，離開了科學開發機構，繼承父親兩百人的小型公司「佃製作所」。某日，因一封起訴書控訴佃製作所侵害專利，使佃製作所的訂單逐漸減少。面臨危急存亡之秋，知名大企業「帝國重工」宇宙航空部長財前來訪，為了開發旗下新型引擎，向佃航平表示帝國重工可出價20億元高價買下佃製作所已登記的某個零件專利權。佃航平卻因此而陷入了苦惱......。

## 登場人物

### 佃製作所
- 佃航平：佃製作所社長。宇宙科學開發機構原研究員。因父親過世，於7年前繼承家中的佃製作所。自小的夢想即是當一位宇宙飛行員。
- 殿村直弘：經理部長。
- 津野薰：營業第一部長。
- 山崎光彥：技術開發部長。航平的大學學弟，熱愛做實驗。
- 唐木田篤：營業第二部長。對於佃製作所的研究開發路線感到不滿。
- 江原春樹：營業第二部年輕社員。年輕社員中的領導人物。
- 迫田滋：經理部課長。與江原同為年輕社員中的領導人物。一流大學畢業後雖面臨就業冰河期但仍得以進入佃製作所。
- 真野賢作：技術開發部年輕社員。

### 帝國重工
- 財前道生：宇宙航空事業部部長。
- 富山敬治：宇宙航空部宇宙開發團隊主任。開發新型引擎之負責人。
- 水原重治：宇宙航空部本部長。
- 淺木捷平：年輕技術員。
- 藤間秀樹：帝國重工社長。技術員出身，對宇宙工業極度熱心，推動自家公司生產新型引擎搭載火箭的計畫。

### 神谷・坂井法律事務所
- 神谷修一：自田村・大川法律事務所獨立出來的律師，自行開設「神谷・坂井法律事務所」，專攻智慧財產權。

### 中島工業
- 三田公康：事業企畫部的法務經紀人。控告佃製作所侵害智慧財產權。

### 田村・大川法律事務所
- 中川京一：資深律師。
- 青山賢吾：年輕律師。

### 白水銀行
- 柳井哲二：代理課長。負責融資。
- 根木節生：分行長。

### 其他
- 和泉沙耶：主角佃航平的前妻，亦為研究者。因與佃航平為同一所大學的網球同好會成員而相熟。上進心強烈，決不妥協的性格。
- 佃利菜：佃航平的女兒。私立中學二年級生。
- 佃和枝：佃航平的母親。
- 田邊篤：佃製作所的顧問律師。但智慧財產權方面的經驗極少。
- 三上：原為佃航平在宇宙開發機構的同事，現為大學教授。
- 高瀨：東京經濟新聞記者。

## WOWOW版電視劇
《下町火箭》，2011年8月21日至同年9月18日於日本收費電視臺WOWOW「連續劇W」時段每週日播出的電視連續劇，改編自池井戶潤的同名經濟題材小說，由三上博史主演。

### 主要角色
- 佃航平：三上博史

佃製作所社長。宇宙科学開發機構原研究員。
- 神谷涼子：寺島忍

神谷法律事務所律師。與佃航平前妻沙耶同校（相當於原作的神谷修一）。
- 財前道生：渡部篤郎

帝國重工宇宙航空部部長。父親經營工廠。
- 鈴木智美：原田夏希

帝國重工廣報部。江原的女友。
- 富山敬治：眞島秀和

帝國重工宇宙航空部主任。
- 水原重治：升毅（日语：升毅）

帝國重工宇宙航空部本部長。
- 藤間秀樹：田村亮

帝國重工社長。
- 淺木誠一：忍成修吾

帝國重工技術員。
- 江原春樹：池內博之

佃製作所營業部課長。年輕社員中的領導人物。
- 真野賢作：綾野剛

佃製作所技術部社員。對佃航平的方針有著強烈的反感。
- 山崎光彥：松尾諭

佃製作所 技術開發部部長。
- 津野薰：光石研

佃製作所營業部部長。
- 殿村直弘：小市慢太郎

佃製作所經理部部長。
- 田邊篤：井上高志（日语：井上高志）

佃製作所的顧問律師。
- 和泉沙耶：水野真紀

宇宙科學開發機構研究員。佃航平的前妻。
- 佃利菜：美山加戀

佃航平的獨生女。因反抗父親而離家出走。
- 佃和枝：長內美那子（日语：長內美那子）

佃航平的母親。養育利菜。
- 本木孝：堀部圭亮（日语：堀部圭亮）

宇宙科学開發機構研究員。
- 大場一義：古谷一行（日语：古谷一行）（特別演出）

宇宙科學開發機構教授。
- 三田公康：佐藤二朗

中島精機法務擔當經紀人。財前的學弟。
- 大川京一：小木茂光（日语：小木茂光）

大川總合法律事務所代表。中島精機顧問律師。
- 財前冬美：奥田恵梨華

財前的妻子。心臓有疾病。心願是希望能早一點看到丈夫火箭計畫的成果。
- 須田：津田寬治（日语：津田寛治）

企業投資公司Bus Partners。
- 根木節生：阿南健治（日语：阿南健治）

白水銀行大森分店長。
- 法官：相島一之（日语：相島一之）

負責審判中島精機與佃製作所之間的官司之法官。

### 幕後團隊
- 劇本：前川洋一（日语：前川洋一）
- 配樂：羽岡佳（日语：羽岡佳）
- 剪輯：石川浩通
- 錄音：重松健太郎
- 攝影：柳田裕男
- 美術設計：乙竹恭慶
- 造型：富樫理英、工藤梓
- 導演：鈴木浩介、水谷俊之（日语：水谷俊之）
- 製作人：青木泰憲（日语：青木泰憲）、土橋覺
- 片尾曲：〈Smile〉艾維斯·卡斯提洛（環球音樂）
- 製作協力：東阪企畫（日语：東阪企画）
- 協力：宇宙航空研究開發機構
- 製作出品：WOWOW電視台

### 播出日程
| 放送回 | 放送日        | 導演     |
| ------ | ------------- | -------- |
| 第1話  | 2011年8月21日 | 鈴木浩介 |
| 第2話  | 2011年8月28日 | 鈴木浩介 |
| 第3話  | 2011年9月04日 | 水谷俊之 |
| 第4話  | 2011年9月11日 | 水谷俊之 |
| 最終話 | 2011年9月18日 | 鈴木浩介 |

| WOWOW 連續劇W                           | WOWOW 連續劇W                                    | WOWOW 連續劇W |
| --------------------------------------- | ------------------------------------------------ | ------------- |
|                                         | 下町火箭 （2011.8.21 - 2011.9.18）               |               |
| CO 移植協調者 （2011.3.20 - 2011.4.17） | 潘朵拉III～革命前夜～ （2011.10.2 - 2011.11.20） |               |

## TBS版電視劇
《下町火箭》，2015年10月於日本TBS電視台周日劇場時段（21:00 - 21:54，JST）播出的電視連續劇，改編自池井戶潤的同名小說。此劇由阿部寬主演，並由《半澤直樹》、《逆轉之戰》的同班底製作。劇集的後半部分，為10月3日起開始於朝日新聞連載的《下町火箭2 高迪計劃》同步改編，第6集起的「高迪篇」為前5集「火箭篇」的3年後的故事，另外在劇集開場標題中，追加了副標題「高迪計劃」。

### 登場人物

#### 主要人物

##### 全系列
- 佃航平：阿部寬（香港配音：陳欣）

佃製作所社長。原為宇宙科學開發機構（JAXS）研究員，因某次火箭發射失敗而引咎辭職，回到佃製作所繼承家業。對工作有極高的熱情與理想。
- 佃利菜：土屋太鳳[6]（香港配音：羅孔柔→吳羨婷（第2季））

佃航平的女兒。
- 立花洋介：竹內涼真（香港配音：李安邦）

佃製作所技術開發部技術員。
- 殿村直弘：立川談春（日语：立川談春）（香港配音：葉振聲）

佃製作所經理部長。原為白水銀行行員，因故被外放到佃製作所。
- 山崎光彥：安田顯（香港配音：蘇強文）

佃製作所技術部長，學生時期航平的學弟。
- 和泉沙耶：真矢美季（香港配音：沈小蘭）

佃航平的前妻。JAXS研究員。
- 神谷修一：惠俊彰（日语：恵俊彰）（香港配音：張炳強）

律師。神谷坂井法律事務所代表。
- 藤間秀樹：杉良太郎（日语：杉良太郎）（香港配音：陳曙光→譚炳文、盧國權（代配）（第2季））

帝國重工社長。對公司推動的純日本國產火箭開發計畫「星塵計畫」投入極大的心力與期望。

##### 第2季
- 伊丹大：尾上菊之助（日语：尾上菊之助_(5代目)）（香港配音：翟耀輝）

Gear Ghost社長。
- 島津裕：井本絢子（香港配音：謝潔貞）

Gear Ghost副社長，後來跳槽到佃製作所工作。
- 重田登志行：古館伊知郎（日语：古館伊知郎）（香港配音：張炳強）

DAEDALUS代表董事。
- 的場俊一：神田正輝（香港配音：陳永信）

帝國重工下任社長候選人。

#### 佃製作所
- 津野薰：中本賢（日语：中本賢）（香港配音：盧國權→林國雄（第2季））

營業第一部部長。
- 唐木田篤：谷田歩（日语：谷田歩）（香港配音：蕭徽勇）

營業第二部部長。
- 江原春樹：和田聰宏（日语：和田聰宏）（香港配音：劉奕希）

營業第二部係長。
- 迫田滋：今野浩喜（日语：今野浩喜）（香港配音：張裕東）

經理部係長。
- 加納秋：朝倉禮生（香港配音：廖杏茵）

技術開發部技術員。
- 仁科美咲：僕元咲子（日语：ぼくもとさきこ）（香港配音：林丹鳳）

文員。
- 埜村耕助：阿部進之介（日语：阿部進之介）（第1季）（香港配音：周倚天）

技術開發部技術員。
- 川本浩司：佐野岳（第1季）（香港配音：鄧志堅）

技術開發部技術員。
- 鈴木健兒：堀井新太（第1季）（香港配音：黃積權）

技術開發部技術員。
- 輕部真樹男：德重聰（日语：徳重聡）（第2季）（香港配音：雷霆）

技術開發部技術員。
- 上島友之：菅谷哲也（日语：菅谷哲也）（第2季）

技術開發部技術員。
- 佐伯文也：松川尚瑠輝（第2季）

技術開發部技術員。
- 本田郁馬：山田悠介（第2季）

技術開發部技術員。

#### 帝國重工
- 財前道生：吉川晃司[7]（香港配音：招世亮）

帝國重工宇宙航空部部長。在與佃製作所交涉火箭關鍵零組件專利的過程中，感受到佃一行人對工作的專業與夢想，而建立起交情。
- 水原重治：木下鳳華（日语：木下ほうか）（香港配音：劉昭文）

宇宙航空部本部長。
- 富山敬治：新井浩文（第1季）（香港配音：麥皓豐）

宇宙航空部宇宙開發團隊主任。
- 石坂宗典：石井一孝（日语：石井一孝）（第1季）（香港配音：陳永信）

宇宙航空部物資調配組長。
- 安東仁：國本鍾建（日语：國本鍾建）（第1季）（香港配音：馮志輝）

健康開發部門組長。
- 溝口：六角慎司（日语：六角慎司）（第1季）（香港配音：黃啟昌）

生產管理部主任。
- 田村：戶次重幸（第1季）（香港配音：陳耀楠）

審査部部主任。
- 近田：近藤公園（日语：近藤公園）（第1季）（香港配音：關令翹）

宇宙開發事業部。
- 淺木捷平：中村倫也（第1季）（香港配音：李凱傑）

宇宙航空部技術員。
- 奧澤靖之：福澤朗（日语：福澤朗）（第2季）（香港配音：馮錦堂、張錦江（第3集代配））

機械製造部長。
- 沖田勇：品川徹（日语：品川徹）（第2季）（香港配音：黃子敬）

帝國重工會長。
- 安本年男：古坂大魔王（第2季）（香港配音：馮錦堂）

審查部信用管理室職員。

#### 主要人物的關係者
- 佃和枝：倍賞美津子（香港配音：袁淑珍）

佃航平的母親。
- 殿村正弘：山本學（日语：山本學）（第2季）（香港配音：黃子敬）

殿村直弘的父親。
- 殿村恭子：立石涼子（日语：立石涼子）（第2季）（香港配音：伍秀霞）

殿村直弘的母親。
- 殿村咲子：工藤夕貴（第2季）（香港配音：梁少霞）

殿村直弘的妻子。
- 重田登志信：中尾彬（日语：中尾彬）（第2季，特別演出）（香港配音：譚炳文）

重田登志行的父親。
- 野木博文：森崎博之（日语：森崎博之）（第2季）（香港配音：李錦綸）

北海道農業大學教授，佃航平大學時期的好友。

#### 律師
- 中川京一：池畑慎之介（日语：池畑慎之介）（香港配音：朱子聰）

顧問律師。田村大川法律事務所所屬。
- 末長孝明：中村梅雀（第2季）（香港配音：馮志輝）

Gear Ghost顧問律師。
- 青山賢吾：中山優貴（日语：中山優貴）（第2季）（香港配音：胡家豪）

中川的助手。
- 田邊篤：阿藤快（日语：阿藤快）（第1季第1集）[注 1]（香港配音：陳永信）

佃製作所的顧問律師。

#### 中島工業（第1季）
- 三田公康：橋本哲（香港配音：潘文柏）

事業企畫部法務團隊經理。
- 大泉：大河內浩（日语：大河内浩）（第2集）（香港配音：林國雄）

中島工業部長。三田的上司。

#### 白水銀行（第1季）
- 柳井哲二：春風亭昇太（日语：春風亭昇太）（香港配音：馮錦堂）

蒲田支店融資課長。
- 根木節生：東國原英夫（香港配音：馮志輝）

蒲田分行行長。

#### JAXS（第1季）
- 三上孝：吉見一豐（日语：吉見一豊）（香港配音：陳廷軒）

佃航平的前同僚。JAXS研究員。

#### 北陸醫科大學
- 一村隼人：今田耕司（日语：今田耕司）[12]（香港配音：李錦綸）

北陸醫科大教授。心臟外科醫生。
- 中島聖人：庵原匠悟（香港配音：李潤知）

一村的主治患者。小學生。
- 真野賢作：山崎育三郎（第1季）（香港配音：鍾見麟）

佃製作所技術開發部技術員→ 北陸醫科大研究員。
- 高橋圭太：高橋曾良（第1季）（香港配音：詹健兒）

一村的主治患者。小學生。

#### 櫻田經編（第1季）
- 櫻田章：石倉三郎（日语：石倉三郎）（香港配音：黃子敬）

株式會社櫻田社長。
- 櫻田努：永澤俊矢（日语：永澤俊矢）（香港配音：林國雄）

櫻田經編社長。章的弟弟。
- 櫻田結：吉田美優[13]

章的女兒。已故。

#### 亞洲醫科大學（第1季）
- 貴船恒廣：世良公則（香港配音：潘文柏）

亞洲醫科大教授。心臟外科部長。
- 卷田真介：横田榮司（日语：横田栄司）（香港配音：張炳強）

亞洲醫科大心臟外科醫生。
- 葛西：中村歌昇（日语：中村歌昇 (4代目)）（香港配音：林筠翔）

亞洲醫科大實習醫生。

#### 佐山製作所（第1季）
- 椎名直之：小泉孝太郎（香港配音：梁偉德）

株式會社佐山製作所社長。NASA出身。
- 中里淳：高橋光臣（香港配音：李鎮然）

佃製作所技術開發部技術員→ 佐山製作所開發部技術員。
- 横田信生：笨蛋主義（香港配音：李致林）

開發部技術員。
- 月島尚人：福田轉球（日语：福田転球）（香港配音：黃啟昌）

開發部經理。
- 椎名直久：吉田類（第10集）（香港配音：譚炳文）

椎名直之的父親。

#### 日本克萊因（第1季）
- 久坂寛之：平岳大（日语：平岳大）（香港配音：陳廷軒）

日本克萊因製造部長。
- 藤堂保：瀧川英次（日语：瀧川英次）（香港配音：馮志輝）

日本克萊因製造部企畫團隊經理。

#### PMEA（第1季）
- 瀧川信二：篠井英介（日语：篠井英介）（香港配音：張錦江）

獨立行政法人醫藥品醫療機器綜合機構（PMEA）的審查員。
- 山野邊敏：大鷹明良（日语：大鷹明良）（香港配音：陳永信）

PMEA的審查組長。

#### Gear Ghost（第2季）
- 柏田宏樹：馬場徹（日语：馬場徹）（香港配音：陳耀楠）

Gear Ghost技術員。
- 坂本菜菜緒：菅野莉央（香港配音：張頌欣）

Gear Ghost技術員。
- 冰室彰彥：高橋努（日语：高橋努）（香港配音：關令翹）

Gear Ghost開發主任。

#### 大森閥門（第2季）
- 辰野：六角精兒（日语：六角精児）（香港配音：陳永信）

大森閥門營業部長。
- 蒔田：山本圭佑（日语：山本圭佑）（香港配音：陳卓智）

大森閥門營業員。

#### KEMACHINERY（第2季）
- 神田川敦：內場勝則（日语：内場勝則）（香港配音：張錦江）

KEMACHINERY智慧財產權部長。

#### 農業法人（第2季）
- 稻本彰：岡田浩暉（日语：岡田浩暉）（香港配音：李錦綸）

殿村直弘的同學。
- 吉井浩：古川雄大（香港配音：胡家豪）

農林業協同組合職員。

#### Darwin Project（第2季）
- 藏田慎二：坪倉由幸（日语：坪倉由幸）（香港配音：潘文柏）

YAMADACHI製作所調達部長。
- 入間尚人：丸一太（香港配音：李鎮然）

YAMADACHI製作所工場長。
- 戶川讓：甲本雅裕（日语：甲本雅裕）（香港配音：張錦江）

「キーシン」社長。
- 北堀哲哉：茂呂師岡（日语：モロ師岡）（香港配音：馮志輝）

「北堀企劃」社長。

#### 客串

##### 第1季

###### 第1集
- 德田：大柴亨（日语：ルー大柴）（香港配音：馮志輝）

京濱機械的採購總監。
- 大場：大石吾朗（日语：大石吾朗）（香港配音：陳永信）

航平的恩師。
- 村田：小松利昌（日语：小松利昌）（香港配音：李錦綸）

法官。

###### 第2集
- 田端耕二：上杉祥三（日语：上杉祥三）（香港配音：劉昭文）

法官。
- 高瀬：成河（日语：成河）（香港配音：鄧志堅）

每朝新聞的記者。

###### 第3集
- 財前信生：田村泰二郎（日语：田村泰二郎）（香港配音：林國雄）

財前的父親。
- 青山洋貴：金剛地武志（日语：金剛地武志）（香港配音：李錦綸）

青森青工的人事部員工。

###### 第9集
- 咲間倫子：高島彩（第10集）（香港配音：曾佩儀）

自由記者。

###### 第10集
- 飯塚：天野勝弘（日语：天野勝弘）（香港配音：陳廷軒）

週刊Post的主編。

### 幕後團隊
- 原作：池井戶潤《下町火箭》（小學館文庫）、《下町火箭2 高迪計畫》（小學館）
- 編劇：八津弘幸（日语：八津弘幸）、稻葉一廣
- 編劇協力：稻葉一廣（火箭篇）
- 旁白：松平定知／香港：鄧志堅
- 主題曲配樂：服部隆之
- 音樂：兼松眾、田渕夏海、中村巴奈重
- 助導：大內舞子
- 助理製作人：青山貴洋
- 製作人：伊與田英德（日语：伊與田英徳）、川嶋龍太郎
- 導演：福澤克雄、棚澤孝義、田中健太
- 製作、著作：TBS

### 得獎紀錄
| 年份   | 大獎                    | 獎項                     | 得獎者                       | 結果 |
| ------ | ----------------------- | ------------------------ | ---------------------------- | ---- |
| 2015年 | 第87回日劇學院賞        | 最優秀作品賞（最佳日劇） | 《下町火箭》                 | 獲獎 |
| 2015年 | 第87回日劇學院賞        | 主演男優賞（最佳男主角） | 阿部寬                       | 獲獎 |
| 2015年 | 第87回日劇學院賞        | 助演男優賞（最佳男配角） | 吉川晃司                     | 獲獎 |
| 2015年 | 第87回日劇學院賞        | 劇本賞（最佳劇本）       | 八津弘幸                     | 獲獎 |
| 2015年 | 第87回日劇學院賞        | 導演賞（最佳導演）       | 福澤克雄、棚澤孝義、田中健太 | 獲獎 |
| 2015年 | 第2回CONFiDENCE日劇大獎 | 最佳作品賞（最佳日劇）   | 《下町火箭》                 | 獲獎 |
| 2016年 | 東京國際戲劇節2016      | 優秀賞（連續劇）         | 《下町火箭》                 | 獲獎 |
| 2016年 | 東京國際戲劇節2016      | 主演男優賞（最佳男主角） | 阿部寬                       | 獲獎 |
| 2016年 | 東京國際戲劇節2016      | 製作人賞                 | 伊與田英德                   | 獲獎 |

### 播出日程與收視率

##### 2015年版
| 篇                                                      | 集數   | 播出日期       | 日文標題 | 中文標題                                                               | 導演     | 收視率 | 備註       |
| ------------------------------------------------------- | ------ | -------------- | -------- | ---------------------------------------------------------------------- | -------- | ------ | ---------- |
| 火箭篇                                                  | 1      | 2015年10月18日 |          | 日本夢～動人故事的誕生！ 對抗大企業之中小企業的勝負、淚水、與自尊！    | 福澤克雄 | 16.1%  | 加長54分鐘 |
| 火箭篇                                                  | 2      | 2015年10月25日 |          | 池井戶潤･直木賞得獎作品〜女兒的愛解救了高達20億的併購危機 15分鐘延長版 | 福澤克雄 | 17.8%  | 加長15分鐘 |
| 火箭篇                                                  | 3      | 2015年11月01日 |          | 池井戶潤･直木賞得獎作品〜新的敵人·張牙舞爪的帝國重工！                 | 棚澤孝義 | 18.6%  |            |
| 火箭篇                                                  | 4      | 2015年11月08日 |          | 池井戶潤･直木賞得獎作品〜反擊開始！分包屈辱！                          | 田中健太 | 17.1%  |            |
| 火箭篇                                                  | 5      | 2015年11月15日 |          | 池井戶潤･直木賞得獎作品〜火箭篇落幕 滿懷感動與淚水的發射               | 福澤克雄 | 20.2%  | 遲播95分鐘 |
| 高迪篇                                                  | 6      | 2015年11月22日 |          | 池井戶潤･直木賞得獎作品續篇〜來自NASA的刺客！醫療篇開始                | 福澤克雄 | 17.8%  |            |
| 高迪篇                                                  | 7      | 2015年11月29日 |          | 池井戶潤･直木賞得獎作品續篇〜開始反擊！鎮工廠vs醫療的野心              | 棚澤孝義 | 17.9%  |            |
| 高迪篇                                                  | 8      | 2015年12月06日 |          | 佃&財前，確實打敗了......瞄準反擊！                                    | 田中健太 | 20.4%  |            |
| 高迪篇                                                  | 9      | 2015年12月13日 |          | 最終回前15分鐘延長版！！財前倒台…佃vs椎名！技術絕非空有虛名            | 福澤克雄 | 18.2%  | 加長15分鐘 |
| 高迪篇                                                  | 完結篇 | 2015年12月20日 |          | 不可原諒的背叛者 懷抱日本的驕傲！將火箭和人工心肺的夢想一同發射！      | 福澤克雄 | 22.3%  | 加長25分鐘 |
| 平均收視率18.5%（收視率由Video Research於關東地區統計） |        |                |          |                                                                        |          |        |            |

##### 2018年版
| Ghost篇                                                  | 1      | 2018年10月14日 | | 丑尾健太郎                   | 福澤克雄          | 13.9% | 加長25分鐘 |
| Ghost篇                                                  | 2      | 2018年10月21日 | | 丑尾健太郎                   | 福澤克雄          | 12.4% | 加長25分鐘 |
| Ghost篇                                                  | 3      | 2018年10月28日 | | 丑尾健太郎                   | 田中健太          | 14.7% |            |
| Ghost篇                                                  | 4      | 2018年11月04日 | | 丑尾健太郎 槌谷健            | 田中健太          | 13.3% |            |
| Ghost篇                                                  | 5      | 2018年11月11日 | | 丑尾健太郎 槌谷健            | 丑尾健太郎 槌谷健 | 12.7% | 加長10分鐘 |
| 八咫烏編                                                 | 6      | 2018年11月18日 | | 丑尾健太郎 槌谷健 神田優     | 福澤克雄          | 13.1% |            |
| 八咫烏編                                                 | 7      | 2018年11月25日 | | 丑尾健太郎                   | 青山貴洋          | 12.0% |            |
| 八咫烏編                                                 | 8      | 2018年12月02日 | | 丑尾健太郎 神田優            | 田中健太 福澤克雄 | 11.5% |            |
| 八咫烏編                                                 | 9      | 2018年12月09日 | | 丑尾健太郎 吉田真侑子 神田優 | 田中健太          | 12.6% |            |
| 八咫烏編                                                 | 10     | 2018年12月16日 | | 丑尾健太郎                   | 松木彩            | 15.5% | 加長15分鐘 |
| 八咫烏編                                                 | 最終話 | 2018年12月23日 | | 丑尾健太郎 吉田真侑子        | 福澤克雄          | 16.6% | 加長15分鐘 |
| 平均收視率 13.6%（收視率由Video Research於關東地區統計） |        |                | |                              |                   |       |            |
| 特別編                                                   | 特別編 | 2019年01月02日 | 新ステージに突入!最愛の人を守るために諦めるな!! 2019年も元気に大逆転なるか!? ジャパン・ドリームは自然の猛威に勝てるか 佃プライドで挑む感動物語! | 丑尾健太郎                   | 福澤克雄          | 14.0% |            |

### 與原作的差異
- 《下町火箭》
  - 佃航平的女兒利菜於原作為初中生，電視劇版改為高中生。
- 《下町火箭2 高迪計劃》
  - 佃航平的母親和枝、女兒利菜與前妻和泉沙耶在原作《高迪計劃》未登場。
  - 中島工業顧問律師中川京一也在原作《高迪計劃》未登場，但在電視劇版最終話登場[17]。
  - 續篇說明反派中，原作為亞洲医科大教授貴船恒廣，電視劇版改為株式会社狹山製作所社長椎名直之。

### 經典台詞
「挑戰之後，更是新挑戰的開始」。

### 節目變遷
| TBS電視台系列 TBS電視台周日劇場          | TBS電視台系列 TBS電視台周日劇場                  | TBS電視台系列 TBS電視台周日劇場    |
| ---------------------------------------- | ------------------------------------------------ | ---------------------------------- |
|                                          | 下町火箭 （2015.10.18 - 2015.12.20）             |                                    |
| （2015.7.19－2015.9.20）                 | 家族的形式 （2016.1.17－2016.3.20）              |                                    |
| 這個世界的角落 （2018.7.15 - 2018.9.16） | 下町火箭（2018年版） （2018.10.14 - 2018.12.23） | 法庭女王 （2019.1.13 - 2019.3.17） |

| 香港 無綫網絡電視日劇台 星期六 15:30 - 17:30、19:30 - 21:25及23:30 - 01:30 2月27日 15:30 - 16:45、19:30 - 20:45及23:30 - 00:45 | 香港 無綫網絡電視日劇台 星期六 15:30 - 17:30、19:30 - 21:25及23:30 - 01:30 2月27日 15:30 - 16:45、19:30 - 20:45及23:30 - 00:45 | 香港 無綫網絡電視日劇台 星期六 15:30 - 17:30、19:30 - 21:25及23:30 - 01:30 2月27日 15:30 - 16:45、19:30 - 20:45及23:30 - 00:45 |
| --- | --- | --- |
| | 下町火箭 （2016.1.23 - 2016.2.27）                                                                                             | |
| 股價暴跌 （2016.1.2 - 2016.1.16）                                                                                              | （2016.3.5 - 2016.4.2） | |
| 香港 無綫電視J2 星期日 23:05 - 00:20 · 11月18日 22:35 - 00:35                                                                  | | |
| 殺人一瞬間 （2018.11.4 - 2018.11.11）                                                                                          | 下町火箭 （2018年版） （2018.11.18 - 2019.1.27）                                                                               | 律政英雄2015 （2019.2.3） |
| Madam的神探大叔 （2019.2.17 - 2019.4.21）                                                                                      | 下町火箭特別篇 （2019.4.28 - 2019.5.5）                                                                                        | 型人狗仔隊 （2019.5.12） |

| 緯來日本台 星期一至五 22:00 - 23:00 | 緯來日本台 星期一至五 22:00 - 23:00 | 緯來日本台 星期一至五 22:00 - 23:00 |
| ----------------------------------- | ----------------------------------- | ----------------------------------- |
|                                     | 下町火箭 （2016.3.2 - 2016.3.16）   |                                     |
| （2016.2.15 - 2016.2.29）           | （2016.3.17 - 2016.3.25）           |                                     |

## 外部連結
- 《下町火箭》小說特設網站（日語）

- 日本電視台
  - 《下町火箭》WOWOW電視台官方網站（日語）
  - 《下町火箭》WOWOW電視台介紹頁（页面存档备份，存于）（日語）
  - 《下町火箭2015年版》TBS電視台官網（页面存档备份，存于）（日語）
  - 《下町火箭2018年版》TBS電視台官網（页面存档备份，存于）（日語）

- 海外電視台
  - 《下町火箭》緯來日本台官網（页面存档备份，存于） （正體中文）
  - 《下町火箭》（页面存档备份，存于）－WakuWaku_Japan （正體中文）
  - 《下町火箭》無綫電視官網（页面存档备份，存于） （港式中文）

- 《下町火箭》（页面存档备份，存于）－偶像劇場資料庫 （正體中文）